# Eleccions legislatives hongareses de 1947
Les eleccions legislatives hongareses de 1947 se celebraren el 31 d'agost de 1947 per a renovar els 411 membres de l'Assemblea Nacional d'Hongria. El partit més votat fou el Partit Comunista Hongarès, gràcies la massiva presència de les tropes soviètiques i a la seva tàctica de dividir l'oposició per tal d'afeblir-la i forçant la modificació de la llei electoral, però era totalment incapaç de governar en solitari. Així va permetre d'antuvi que el cap del Partit dels Petits Propietaris i Lajos Dínnyes fos nomenat primer ministre d'Hongria fins que el desembre de 1948 fou substituït per István Dobi.

## Resultats
|                       |                                          |           |       |         |        |           |        |
| Partit                | Partit                                   | Vots      | %     | Escons  | Escons | Escons    | Escons |
| Partit                | Partit                                   | Vots      | %     | Circum. | Llista | Total     | +/–    |
|                       | Partit Comunista Hongarès                | 1,111,001 | 22.25 | 79      | 21     | 100 / 411 | 30     |
|                       | Partit Popular Democristià               | 824,259   | 16.50 | 58      | 2      | 60 / 411  | Nou    |
|                       | Partit Independent de Petits Propietaris | 766,000   | 15.34 | 54      | 14     | 68 / 411  | 177    |
|                       | Partit Socialdemòcrata d'Hongria         | 742,171   | 14.86 | 53      | 14     | 67 / 411  | 2      |
|                       | Partit de la Independència d'Hongria     | 670,751   | 13.43 | 47      | 2      | 49 / 411  | Nou    |
|                       | Partit Nacional Camperol                 | 413,409   | 8.28  | 29      | 7      | 36 / 411  | 13     |
|                       | Partit Demòcrata Hongarès Independent    | 262,109   | 5.25  | 18      | 0      | 18 / 411  | Nou    |
|                       | Partit Radical Hongarès                  | 85,535    | 1.71  | 6       | 0      | 6 / 411   | 6      |
|                       | Lliga de Dones Cristianes                | 69,363    | 1.39  | 4       | 0      | 4 / 411   | Nou    |
|                       | Partit Cívic Democràtic                  | 49,740    | 1.00  | 3       | 0      | 3 / 411   | 1      |
| Vots en blanc/nuls    | Vots en blanc/nuls                       | 31,950    | –     | –       | –      | –         | –      |
| Total                 | Total                                    | 5,026,288 | 100   | 351     | 60     | 411       | +2     |
| Font: Nohlen & Stöver |                                          |           |       |         |        |           |        |